# 清华大学经济管理学院
清华大学经济管理学院，简称经管学院，是清华大学下属学院，正式成立于1984年。该学院是中国经济学年会理事单位之一。

## 历史

### 追溯
经管学院的历史可以追溯到1926年清华大学经济系的创立。1928年，经济学家陈岱孙出任经济系主任，经济系得以蓬勃发展。1938年抗日战争爆发，经济系随清华大学并入西南联大，1946年抗战结束后恢复建系。1952年中国高等学校院系调整时，经济系被并入其他大学。

### 前身
1979年，清华大学设立经济管理工程系。

### 创建
1984年，在经济管理工程系的基础上，经济管理学院正式成立，时任国家经委常务副主任朱镕基出任第一任院长。

## 现状

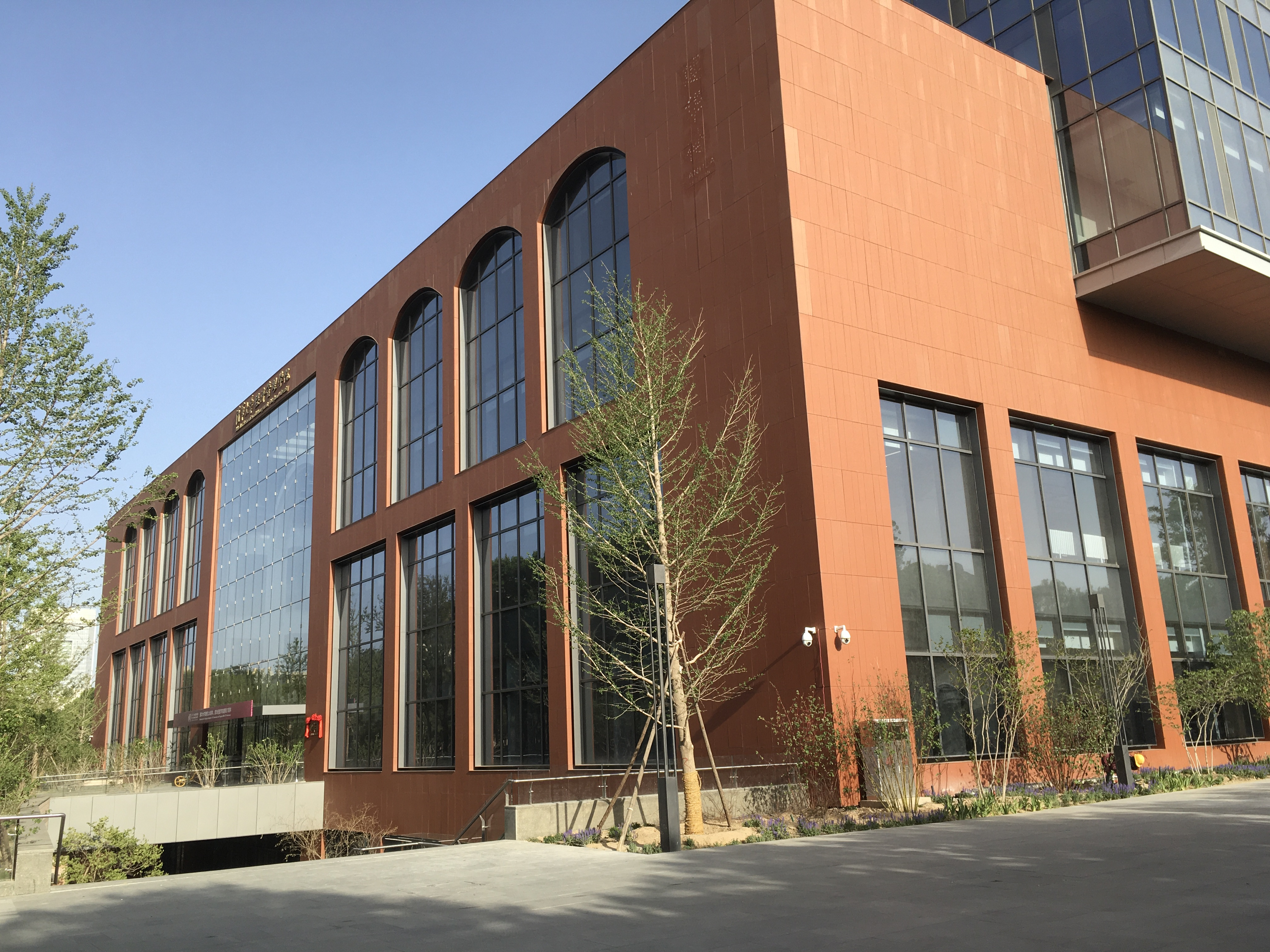
經管學院建華樓

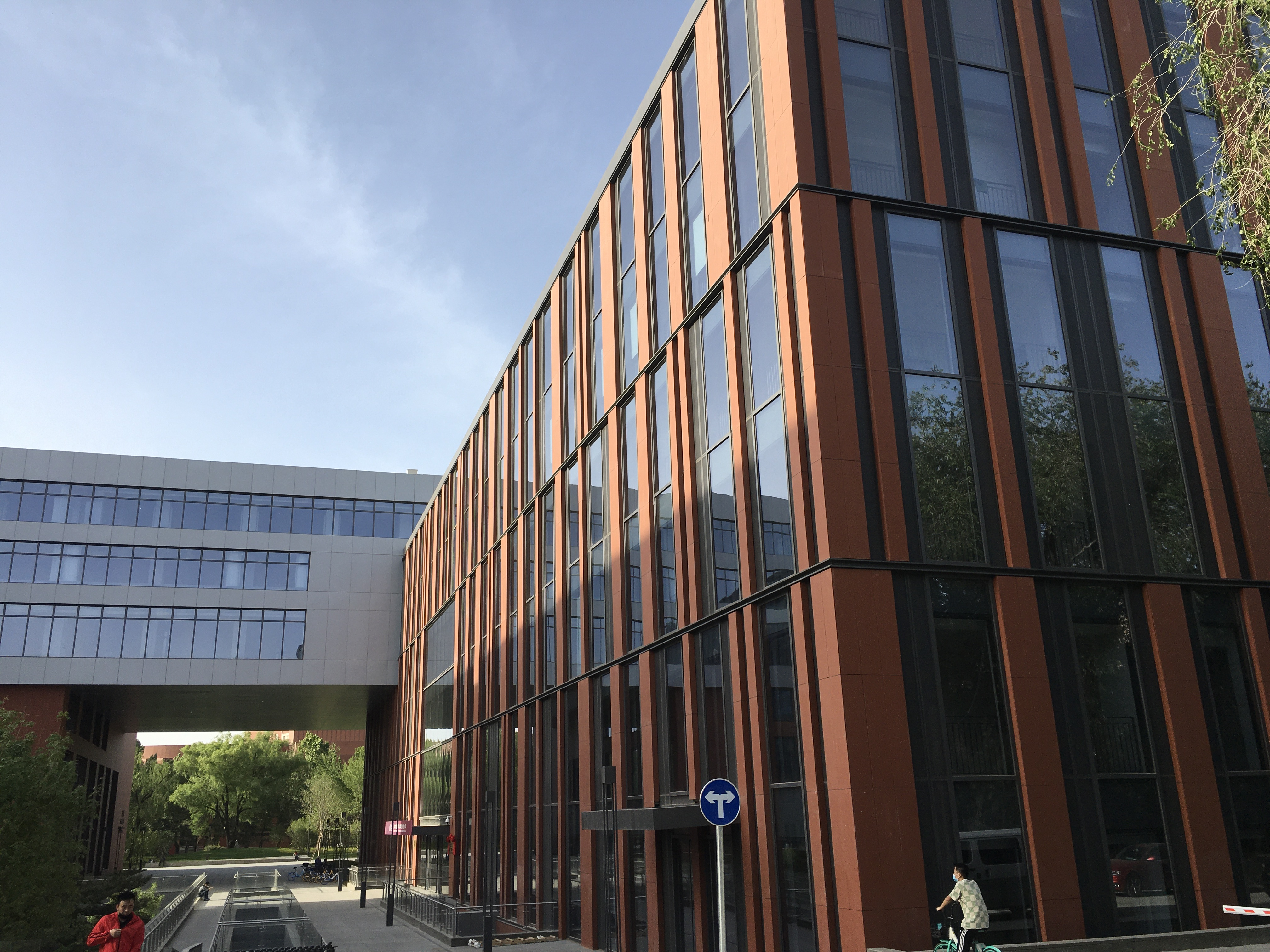
經管學院李華樓

### 机构
经管学院目前设有8个系和众多研究中心。

#### 会计系
始建于1994年，目前有6名教授，6名副教授，6名讲师，1名海外特聘教授，1名访问教授。
会计系主要研究会计与资本市场，会计准则、财务分析与企业价值评估、企业成本和绩效管理、审计、税务等。

#### 经济系
始建于1926年，1952年并入其他院校，1984年恢复。目前有15名特聘教授，7名全职教授，6名副教授。
主要研究政治经济学、微观经济学、宏观经济学、数量经济学、财政学、金融学、产业经济学、国际经济学等。

#### 金融系
始建于1985年，从事金融学前沿研究。
经2006～2007学年度第3次校务会议（2006年11月2日）讨论通过，决定将清华大学经济管理学院国际贸易与金融系更名为清华大学经济管理学院金融系。简称：金融系，英文名称：Department of Finance, School of Economics and Management, Tsinghua University，英文缩写：FINA。

#### 创新创业与战略系
成立于2013年1月10日，由原技术经济与管理系和企业战略与政策系合并而成。主要研究创新创业管理、企业组织与制度、战略管理、国际管理等。系现有全职教师27人，其中教授9人，副教授15人，助理教授3人。
原技术经济与管理系，始建于1979年的技术经济专业，2000年改为技术经济与管理系。

#### 领导力与组织管理系
成立于2013年1月，原为人力资源与组织行为系，主要研究研究企业管理和人力资源开发与管理，培养硕士、博士研究生，以及MBA、EMBA等。

#### 管理科学与工程系
前身为创建于1979年的管理工程系。目前拥有20多名全职教师。
主要研究管理信息系统、供应链管理、电子商务、企业信息化、复杂系统建模与决策、商务智能与决策支持系统等。 

#### 市场营销系
Department of Marketing，School of Economics and Management，Tsinghua  University，简称营销系/DM。
前身为创建于1984年的企业管理系，2004年正式成立市场营销系。目前拥有4名教授，5名副教授，4名助理教授，1名海外特聘教授。
主要研究消费者购买行为、营销模型和营销定量分析方法、网络营销、渠道管理、品牌管理、整合营销沟通等。

#### 研究中心
- 现代管理与技术创新基地
- 中国经济社会数据中心
- 技术创新研究中心
- 现代管理研究中心
- 中国经济研究中心
- 中国金融研究中心
- 中国创业研究中心
- 中国企业研究中心
- 中国零售研究中心
- 中国与世界经济研究中心
- 中国公有资产研究中心
- 中国财政税收研究所
- 保险与风险管理研究中心
- 清华—国开行规划研究院
- 医疗管理研究中心
- 领导力研究中心
- 中国工商管理案例中心
- 公司治理研究中心
- 中国经济社会数据中心

### 開辦課程
| 課程                     | 簡述 |
| ------------------------ | --- |
| 本科                     | 工商管理本科課程，學生須修畢課程指定必修科、一定數量的選修科和完成畢業論文。一些專業設有「直博」機制，優異本科生可直入博士課程。清華經管學院本科設有信息管理与信息系统、金融、會計、經濟及经济与金融五個專業。 |
| 碩士研究生               | 為兩年研究生課程，清華經管學院現設有理論經濟學、應用經濟學及管理科學與工程三個碩士研究方向。 |
| 工商管理碩士             | 主要為培養商界管理人才而設的課程.清華經管學院和麻省理工學院斯隆商學院及香港中文大學設立了雙學位課程。 |
| 高级管理人員工商管理碩士 | 主要為在職商界人士而設的課程。清華經管學院和欧洲工商管理学院設立了高级管理人員工商管理碩士雙學位課程。 |
| 博士研究生課程           | 商學研究生課程，學生須按研究方向修畢指定學科，並完成研究論文。有部分專業和本科有「直博」之聯繫。清華經管學院現設有政治經濟學、數量經濟學、工商管理及管理科學與工程四個博士研究方向                             |
| 高管培訓                 | 致力于推动企业家和企业高层管理人员的终身学习，提升管理者的领导能力，拓展企业的发展潜力，促进企业的持续发展。                                                                                                   |

### 国际化进程
2006年钱颖一担任经管学院院长后，积极推动经管学院的国际化进程。2007年，经管学院通过国际商学院联合会(AACSB)认证；2008年通过欧洲管理發展基金会（EFMD）的EQUIS认证，是中国内地首間获得AACSB和EQUIS两大全球管理教育顶级认证的商学院。(另有中歐國際工商學院、上海交通大学安泰经济与管理学院)

## 歷任院長
1. 朱鎔基（1984年－2001年）
2. 趙純均（2001年－2005年）
3. 何建坤（2005年－2006年）
4. 钱颖一（2006年—2018年）
5. 白重恩（2018年—今）

## 知名校友
- 杨联陞
- 梁方仲
- 郭宁宁
- 孙睿君
- 楊揚
- 伏明霞
- 杨倩[5]

## 知名海外顾问委员会人员

### 美国
- 蒂姆·库克（主席）[6]：現任蘋果公司執行長
- 亨利·保尔森（名誉委员）：第74任美國財政部部長
- 迈克尔·戴尔（委员）：戴尔公司的创始人及董事会主席
- 杰米·戴蒙（委员）：摩根大通董事长兼首席执行长

### 新加坡
- 何晶（委员）：淡马锡控股有限公司首席执行长

### 日本
- 出井伸之（委员）：索尼（SONY）前會長兼CEO、前日本經濟團體連合會副会長

### 西班牙
- 龙嘉德（委员）：百事公司董事长兼首席执行官